# منتدى المستقبل (البحرين 2005)
منتدى المستقبل أقيم في البحرين من 11 إلى 12 نوفمبر 2005 باقتراح من رئيس وزراء إسبانيا خوسيه لويس ثباتيرو بجمع قادة دول الشرق الأوسط والدول الصناعية لمجموعة الثماني و شركاء آخرين لتشجيع الإصلاح السياسي والاقتصادي والاجتماعي في المنطقة. من بين المشاركين في المؤتمر وزيرة الخارجية الأمريكية كونداليزا رايز ووزير الخارجية البريطاني جاك سترو ووزير الخارجية الفرنسي فيليب دوست بلازي وأمين عام جامعة الدول العربية عمرو موسى. ناقش أعضاء المنتدى برنامج تعزيز قيم الكرامة الإنسانية والديمقراطية والفرص الاقتصادية والعدالة الاجتماعية.
خدم المنتدى أيضا كمكان لشركات المنطقة ومنظمات المجتمع المدني للتعبير عن أهدافهم وأفكارهم من أجل إصلاح حكوماتهم.
في 5 نوفمبر قال المتحدث باسم وزارة الخارجية الأمريكية شون ماكورماك عن جدول أعمال رايس: «في البحرين سوف تحضر المنتدى من أجل المستقبل وهي جزء من جهودنا المستمرة لتمكين الناس في المنطقة لأنها تسعى إلى إصلاح وتحسين حياتهم لمستقبل أفضل. يمثل جزء كبير من منتدى المستقبل آلية لإنشاء آلية دائمة مستقرة حيث جماعات المجتمع المدني من مختلف أنحاء المنطقة».
بوصفها البلد المضيف فقد شاركت مملكة البحرين في رئاسة المنتدى مع الرئيس الحالي لمجموعة الثماني والمملكة المتحدة. ركز المنتدى على كيفية استخدام تكنولوجيا المعلومات في تعزيز التنمية السياسية والنمو الاقتصادي في المنطقة.
أطلقت مجموعة الثماني مبادرة الشرق الأوسط الكبير وشمال أفريقيا في قمة سي آيلاند الذي استضافته الولايات المتحدة في 2004. عقد المنتدى الثاني للمستقبل في البحرين بعد أن تم عقده لأول مرة في الرباط بالمغرب في 11 ديسمبر 2004.

## المشاركون
البحرين بحكم استضافته للمنتدى والمشاركين حسب التالي:
منطقة الشرق الأوسط وشمال أفريقيا: أفغانستان والجزائر ومصر وإيران والعراق والأردن والكويت ولبنان وليبيا وموريتانيا والمغرب وعمان وباكستان وفلسطين وقطر والسعودية وسوريا وتونس وتركيا والإمارات واليمن والسودان.
مجموعة الثماني: كندا وفرنسا وألمانيا وإيطاليا واليابان وروسيا والمملكة المتحدة والولايات المتحدة.
الشركاء: إسبانيا والدنمارك.
المؤسسات: البنك الأفريقي للتنمية والصندوق العربي للإنماء الاقتصادي والاجتماعي وصندوق النقد العربي والبنك الآسيوي للاستثمار والمفوضية الأوروبية والمجلس الأوروبي وبنك الاستثمار الأوروبي ومجلس التعاون لدول الخليج العربية ومؤسسة التمويل الدولية وصندوق النقد الدولي والبنك الإسلامي للتنمية واتحاد المغرب العربي والبنك الدولي.